# Michael Rensing
Michael Rensing, född den 14 maj 1984 i Lingen, är en fotbollsspelare från Tyskland som spelar i Fortuna Düsseldorf. Åren 2002 till 2010 spelade Michael Rensing i FC Bayern München men han lyckades aldrig etablera sig som förstemålvakt i a-truppen. Efter säsongen 2010 förlängde inte Bayern hans kontrakt. Totalt hade han spelat 53 a-lagsmatcher för klubben. Michael Rensing var sedan klubblös till december 2010 då han skrev på ett halvårskontrakt med FC Köln. I Köln lyckades han bra och under våren 2011 förlängdes hans kontrakt med två år till 2013. 
I augusti 2012 skrev Rensing på för Bayer Leverkusen, där han är andramålvakt bakom Bernd Leno. 1 juli 2013 skrev han på för Fortuna Düsseldorf.